# Encyclopedia of Religion

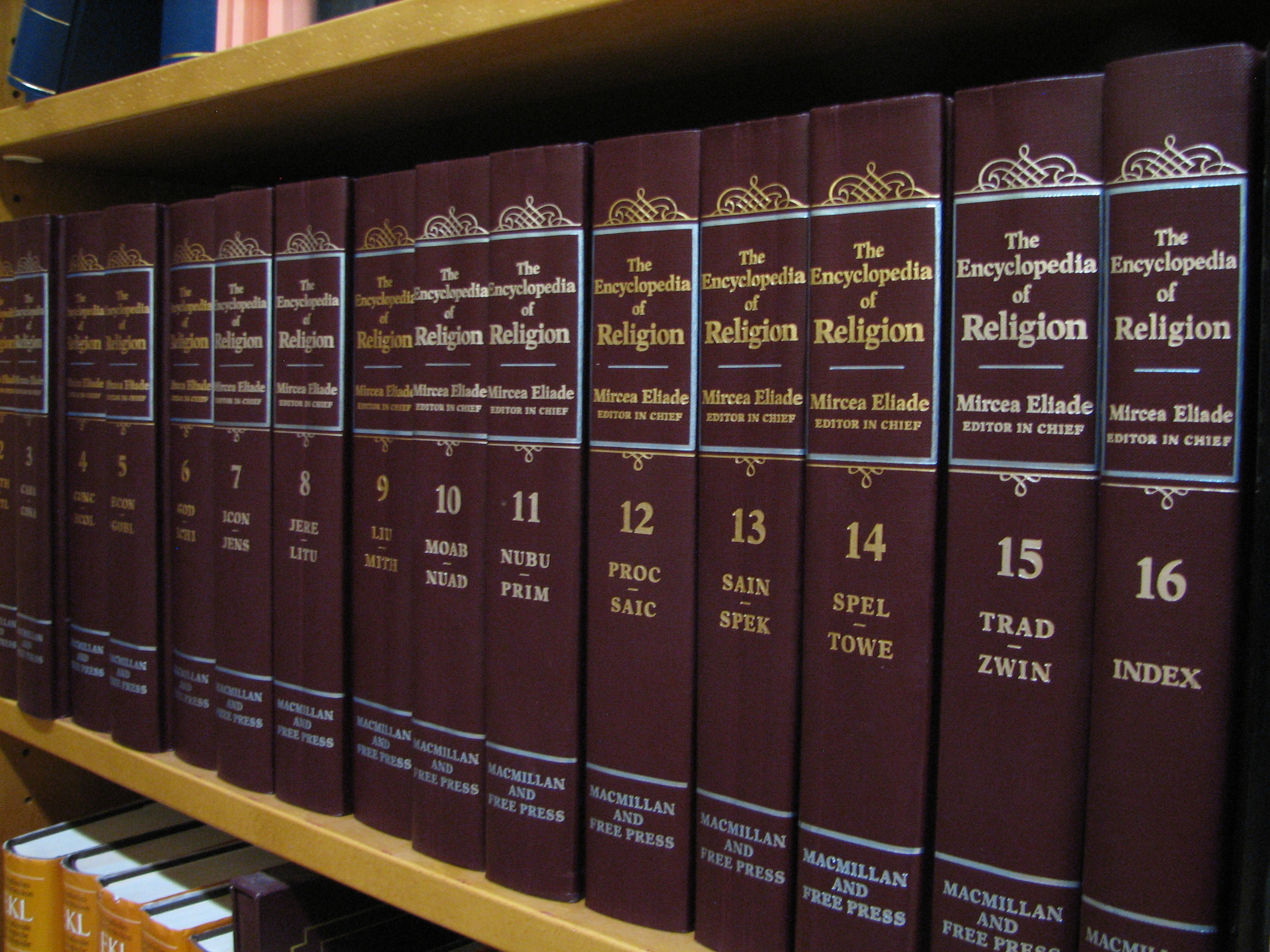
I volumi della I edizione del 1987, diretta da Mircea Eliade, della Encyclopedia of Religion.

La Encyclopedia of Religion è un'opera enciclopedica, in lingua inglese, riservata ai temi inerenti allo studio delle religioni, pubblicata dalla casa editrice statunitense Macmillan References Usa, appartenente al gruppo editoriale Thomson Gale, a sua volta proprietà della Thomson Corporation.
Nella sua seconda edizione e ultima edizione, pubblicata nel 2005, consta CLXVI + 10735 pagine, suddivise in 15 volumi.
Alla sua predisposizione hanno collaborato oltre duemila accademici, esperti e specializzati sullo studio delle religioni, di tutto il mondo, per oltre 3.500 voci.
La prima edizione della Encyclopedia of Religion fu pubblicata nel 1987 sotto la direzione di Mircea Eliade, il famoso storico delle religioni rumeno responsabile dell' "History of Religions program" alla University of Chicago.
La  Encyclopedia of Religion è la prima pubblicazione di livello accademico e internazionale dopo la Encyclopædia of Religion and Ethics curata da James Hastings, a cui collaborarono numerosi studiosi, e pubblicata tra il 1906 e il 1926.

## Componenti comitato editoriale e consulenti editoriali della 2ª edizione
- Responsabile editoriale: Lindsay Jones, Associate Professor, Department of Comparative Studies, Ohio State University.
- Componenti del comitato editoriale: 
  - David Carrasco, Neil Rudenstine Professor of Study of Latin America, Divinity School and Department of Anthropology, Harvard University;
  - Giovanni Casadio, Professor of History of Religions, Dipartimento di Scienze dell'Antichità, Università degli Studi di Salerno;
  - Wendy Doniger, Mircea Eliade Distinguished Service Professor of the History of Religions, University of Chicago;
  - Gary L. Ebersole, Professor of History and Religious Studies, and Director, UMKC Center for Religious Studies, University of Missouri—Kansas City;
  - Janet Gyatso, Hershey Professor of Buddhist Studies, The Divinity School, Harvard University;
  - Charles Hallisey, Associate Professor, Department of Languages and Cultures of Asia and Program in Religious Studies, University of Wisconsin—Madison;
  - Charles H. Long, Professor of History of Religions, Emeritus, and Former Director of Research Center for Black Studies, University of California, Santa Barbara;
  - Mary N. Macdonald,  Professor, History of Religions, Le Moyne College (Syracuse, New York);
  - Dale B. Martin,  Professor of Religious Studies, and Chair, Department of Religious Studies, Yale University;
  - Azim Nanji, Professor and Director, The Institute of Ismaili Studies, London; Jacob Olupona,  Professor, African American and African Studies Program, University of California, Davis;
  - Michael Swartz, Professor of Hebrew and Religious Studies, Ohio State University;
  - Inés Talamantez, Associate Professor, Religious Studies Department, University of California, Santa Barbara.
- Consulenti editoriali:
  - Gregory D. Alles, Associate Professor of Religious Studies, McDaniel College: “Study of Religion”;
  - Sigma Ankrava, Professor, Department of Literary and Cultural Studies, Faculty of Modern Languages, University of Latvia: “Baltic Religion and Slavic Religion”;
  - Diane Apostolos-Cappadona, Center for Muslim–Christian Understanding and Liberal Studies Program, Georgetown University: “Art and Religion”;
  - Diane Bell, Professor of Anthropology and Women's Studies, George Washington University: “Australian Indigenous Religions”;
  - Kees W. Bolle, Professor Emeritus of History, University of California, Los Angeles, and Fellow, Netherlands Institute for Advanced Studies in the Humanities and Social Sciences: “History of Religions”;
  - Mark Csíkszentmihályi, Associate Professor in the Department of East Asian Languages and Literature and the Program in Religious Studies, University of Wisconsin – Madison: “Chinese Religions”
  - Richard A. Gardner, Faculty of Comparative Culture, Sophia University: “Humor and Religion”;
  - John A. Grimm, Professor of Religion, Bucknell University and Co-Coordinator, Harvard Forum on Religion and Ecology: “Ecology and Religion”;
  - Joseph Harris, Francis Lee Higginson Professor of English Literature and Professor of Folklore, Harvard University: “Germanic Religions”;
  - Ursula King, Professor Emerita, Senior Research Fellow and Associate Member of the Institute for Advanced Studies, University of Bristol, England, and Professorial Research Associate, Centre for Gender and Religions Research, School of Oriental and African Studies, University of London: “Gender and Religion”;
  - David Morgan, Duesenberg Professor of Christianity and the Arts, and Professor of Humanities and Art History, Valparaiso University: “Color Inserts and Essays”;
  - Joseph N. Nagy,  Professor, Department of English, University of California, Los Angeles: “Celtic Religion”;
  - Matthew Ojo, Obafemi Awolowo University: “African Religions”;
  - Juha Pentikäinen, Professor of Comparative Religion, The University of Helsinki, Member of Academia Scientiarum Fennica: “Finland Arctic Religions and Uralic Religions”;
  - Ted Peters, Professor of Systematic Theology, Pacific Lutheran Theological Seminary and the Center for Theology and the Natural Sciences at the Graduate Theological Union, Berkeley, California: “Science and Religion”;
  - Frank E. Reynolds, Professor of the History of Religions and Buddhist Studies in the Divinity School and the Department of South Asian Languages and Civilizations, Emeritus, University of Chicago:  “History of Religions”;
  - Gonzalo Rubio, Assistant Professor, Department of Classics and Ancient Mediterranean Studies and Department of History and Religious Studies, Pennsylvania State University: “Ancient Near Eastern Religions”;
  - Susan Sered, Director of Research, Religion, Health and Healing Initiative, Center for the Study of World Religions, Harvard University, and Senior Research Associate, Center for Women's Health and Human Rights, Suffolk University: “Healing, Medicine, and Religion”;
  - Lawrence E. Sullivan, Professor, Department of Theology, University of Notre Dame: “History of Religions”;
  - Winnifred Fallers Sullivan, Dean of Students and Senior Lecturer in the Anthropology and Sociology of Religion, University of Chicago: “Law and Religion”;
  - Tod Swanson, Associate Professor of Religious Studies, and Director, Center for Latin American Studies, Arizona State University: “South American Religions”;
  - Mary Evelyn Tucker, Professor of Religion, Bucknell University, Founder and Coordinator, Harvard Forum on Religion and Ecology, Research Fellow, Harvard Yenching Institute, Research Associate, Harvard Reischauer Institute of Japanese Studies:  “Ecology and Religion”;
  - Hugh B. Urban, Associate Professor, Department of Comparative Studies, Ohio State University: “Politics and Religion”;
  - Catherine Wessinger, Professor of the History of Religions and Women's Studies, Loyola University New Orleans: “New Religious Movements”;
  - Robert A. Yelle, Mellon Postdoctoral Fellow, University of Toronto: “Law and Religion” ;
  - Eric Ziolkowski, Charles A. Dana Professor of Religious Studies, Lafayette College: “Literature and Religion”.